# 内藤渉
内藤 渉（ないとう わたる）は日本の小説家。ライトノベル作家。
『戦乙女の槍』でソード・ワールド短編コンテストに入選。後、『カレイドスコープの少女』で第9回ファンタジア長編小説大賞佳作受賞。

## 主な著作
- カレイドスコープの少女（イラスト：四季童子、1998年05月）

- 戦乙女の槍（『ソード・ワールド短編集　戦乙女の槍　SW短編コンテスト優秀作選』収録、1994年03月）
- 遅れてきた鍵（『ソード・ワールド短編集　まぼろしの女』収録、1995年10月）

- 星のファム・ファタール[1]（イラスト：剣康之→ひの拓、月刊ドラゴンマガジン増刊ファンタジアバトルロイヤル連載、未単行本化）